# Alligator Rivers
Die Alligator Rivers sind drei Flüsse im Norden des australischen Northern Territory. Im Einzelnen handelt es sich um den East Alligator River, den South Alligator River und den West Alligator River. Statt Alligatoren leben dort allerdings Echte Krokodile.

## Region
Gleichzeitig trägt die Region um diese Flüsse, die Teil des Arnhemlandes ist, ebenfalls diesen Namen. Sie ist eine der artenreichsten Regionen Australiens, zu der auch Teile des Kakadu-Nationalparks gehören, und gleichzeitig eine Important Bird Area (IBA) östlich der IBA in den Flussauen des Adelaide River und des Mary River. In der Region gibt es auch bedeutende Lagerstätten von Mineralien, besonders Uranerz; die Ranger-Uran-Mine liegt dort. Daneben gibt es ein reiches Kulturerbe der Aborigines. In der Region befinden sich 1.500 Fundstellen.

## Flüsse
Alle drei Flüsse besitzen lange Ästuare an deren Ufern Mangrovensümpfe entstanden sind. Diese und die Flussauen haben sich in den letzten 20.000 Jahren entwickelt.

### East Alligator River
Er entspringt im Nordteil des Arnhemland-Plateaus und fließt nach Norden und dann nach Nordwesten durch großartige Canyons. Sein Unterlauf verläuft entlang der Nordostgrenze des Kakadu-Nationalparks und er mündet bei Point Farewell in den Van-Diemen-Golf.

#### Nebenflüsse mit Mündungshöhen
- Tin Camp Creek – 8 m
- Cooper Creek – 0 m[1]

### South Alligator River
Der Fluss entspringt nördlich des Mount Stow im Südteil des Kakadu-Nationalparks. Durch das Zentrum des Parks verläuft er bis an dessen Nordende, wo er ebenfalls in den Van-Diemen-Golf mündet. Dabei unterquert der den Kakadu Highway, die Old Jim Jim Road und den Arnhem Highway. In seinem Tal befinden sich viele aufgelassene Uranminen, die zwischen 1955 und 1965 erschlossen wurden. Am Fluss und seinen Nebenflüssen gibt es viele spektakuläre Wasserfälle, z. B. die Jim Jim Falls am Jim Jim Creek und die Twin Falls an dessen Nebenfluss Twin Falls Creek.

#### Nebenflüsse mit Mündungshöhen
- Dinner Creek – 100 m
- Koolpin Creek – 99 m
- Coronation Creek – 96 m
- Fisher Creek – 81 m
- Stag Creek – 68 m
- Kurrundie Creek – 68 m
- Motor Car Creek – 68 m
- Kambolgie Creek – 60 m
- Waterfall Creek – 60 m
- Gundjulmarrke Creek – 42 m
- Coirwong Creek – 22 m
- Barramundie Creek – 20 m
- Nourlangie Creek – 13 m
- Jim Jim Creek – 8 m
- Obiworrbie Brook – 0 m[2]

### West Alligator River
Der kürzeste der drei Flüsse entspringt im Westteil des Kakadu-Nationalparks und verläuft, wie der South Alligator River, in seiner gesamten Länge im Park. Sein Lauf führt nach Norden, wo er etwas westlich des South Alligator River, am West Alligator Head, in den Van-Diemen-Golf mündet. Auch er unterquert den Arnhem Highway.

#### Nebenflüsse mit Mündungshöhen
- Orange Creek – 8 m[3]

## Klima

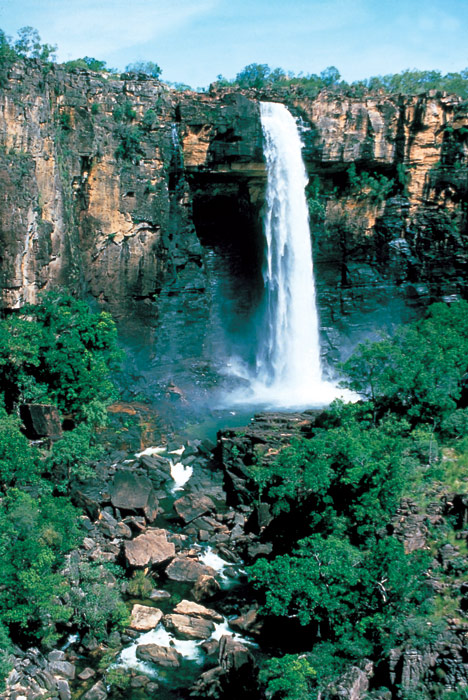
Wasserfall im Kakadu National Park nach einem Regenguss

Wie der größte Teil des nördlichen Australiens besitzt die Region Alligator Rivers Monsunklima. Die Trockenzeit dauert von Mai bis September und die Regenzeit von November bis März. April und Oktober sind Übergangsmonate zwischen den beiden Jahreszeiten. Die jährliche Regenmenge in Jabiru beträgt etwa 1.540 mm, wovon fast der gesamte Regen in der Regenzeit fällt. In der Regenzeit ist die vorherrschende Windrichtung West bis Nordwest, in der Trockenzeit Ost bis Südost.
Die drei Flüsse führen das ganze Jahr über Wasser, auch in der Trockenzeit. Dasselbe gilt für den Wildman River, der knapp westlich des West Alligator River verläuft. Alle Zuflüsse dieser Flüsse aber trocknen in dieser Zeit streckenweise aus. Das Land vertrocknet und das Wild sammelt sich um die permanenten Wasserquellen, wie Flüsse, Quellen und Wasserlöcher. Die Länge der Dürre hängt von der Regenmenge ab, die in der vorhergehenden Regenzeit gefallen ist. In normalen Jahren führen die Nebenflüsse etwa ab Mitte Dezember wieder durchgehend Wasser und trocknen Ende Juni wieder aus. Waren die Regenfälle sehr heftig, verschieben sich die Zeiten auf November, bzw. August.
In der Regenzeit wird die Savanne grün, die Wildtiere schwärmen aus, die Vögel kehren zurück und die Wasserläufe breiten sich auf die ufernahen Flächen aus und verwandeln sie in Sümpfe. Die Flussauen sind mit Schlick bedeckt, wenn sie in der Trockenzeit langsam austrocknen.
In der Regenzeit liegt die Wassertemperatur höher und die Wasserläufe fließen weniger turbulent. In der Trockenzeit nimmt die Turbulenz, besonders in flachen Wasserläufen, zu.
In der Region Alligator Rivers gibt es von Oktober bis Mai öfters Zyklone, wie dies auch in anderen Regionen des nördlichen Australien und in Südostasien der Fall ist.

## Wildtiere

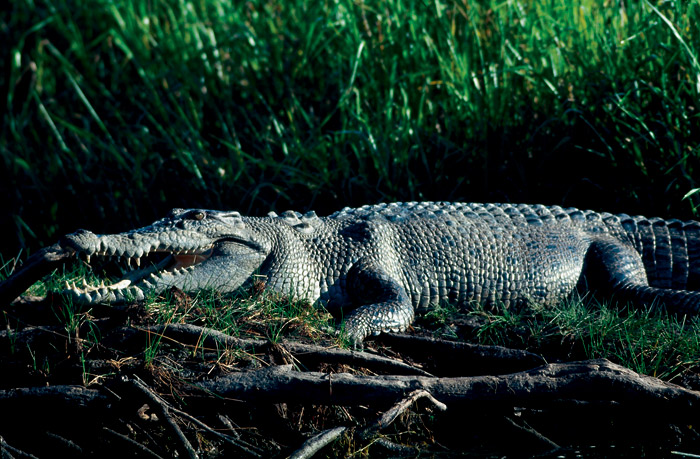
Leistenkrokodil im Kakadu-Nationalpark

Die Region wurde nach den Krokodilen in den Unterläufen der Flüsse benannt. Aber sie bietet Lebensräume für ein weites Feld an pflanzlichem und tierischem Leben. Mehr als 1.500 Pflanzenarten hat man in einer Reihe tropischer Lebensräume gezählt, von den Mangrovensümpfen über Monsunwälder bis zu tropischer Savanne und Waldland. Es gibt 46 Fischarten in den Flusssystemen, was etwa ein Viertel aller in Australien bekannten Spezies repräsentiert.
In der Gegend gibt es auch eine große Population von Ratten (Rattus colletti) und ihren Fressfeinden, den Wasserpythons. Es werden dort immer noch neue Wirbeltierarten entdeckt, wie z. B. die Kakadu-Schmalfuß-Beutelmaus und die Australische Kakadu-Kieselwallmaus (Pseudomys calabyi). Das Potential der Entdeckungen von bisher unbekannten wirbellosen Tierarten, wie z. B. Ameisen, ist noch größer.
Es gibt eine Verbindung zwischen den Ökosystemen und der eingeschleppten Flora und Fauna. Eingeschleppte Pflanzenarten, wie die Riesenmimose und das Missionsgras, schädigen die Habitate. Eingeschleppte Tierarten, wie der ausgewilderte Wasserbüffel und die Aga-Kröte, verursachen ebenso Probleme.

### Vögel

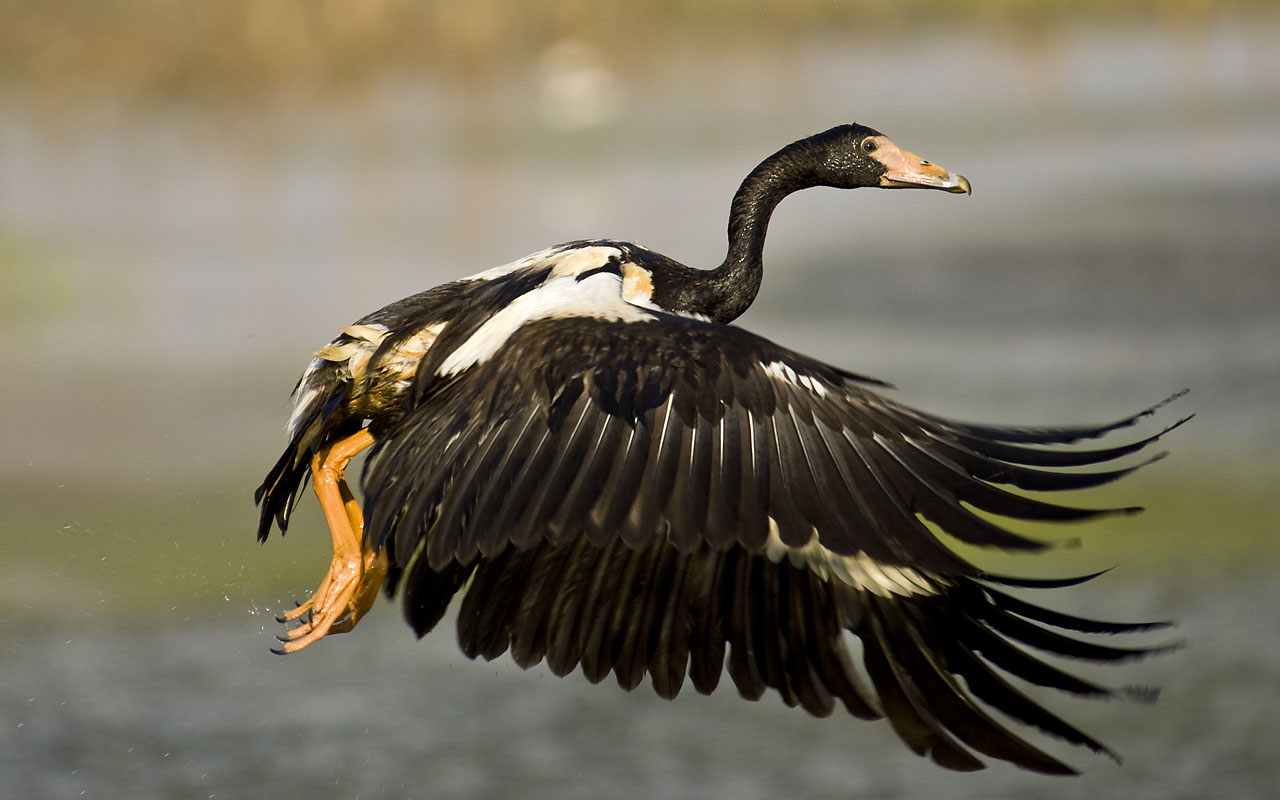
Die Flussauen der Alligator Rivers sind von weltweiter Bedeutung für die Population der Spaltfußgänse

In der Region gibt es viele Vogelarten, die ein Drittel aller in Australien existierenden Vogelarten umfassen. Besonders auf den Flüssen der Region finden sich Wasservögel, wie die Spaltfußgans, Enten, Reiher, Ibisse und Löffler. Die Auwälder der Alligator Rivers bilden eine Important Bird Area von 383.000 ha Fläche, auf denen etwa 5 Mio. Wasservögel leben, u. a. über 1 % der Weltpopulation von 22 Arten, eine wesentliche Menge von drei fast gefährdeten Arten und 11 Arten, die nur in geringer Zahl oder in der Savanne in geringer Zahl auftreten.

## Erbe der Aborigines
Die Aborigines lebten durchgehend 50.000 Jahr lang in der Region Alligator Rivers. Daher besitzt die Gegend ein reiches Kulturerbe an Höhlenmalereien und Felsritzungen an über 1.500 Standorten. Viele Artefakte der Aborigines fand man auf alten Lagerplätzen der Region.
Im südlichen Teil des Kakadu-Nationalparks gibt es eine Reihe von Fundorten mit Artefakten, die den Gott Bula darstellen. Diese Orte gelten den Aborigines wegen dieser Assoziation sowohl als heilig als auch als gefährlich. Es gibt dort auch Verbindungen zu makassarischen Händlern und Europäern.
Am Ubirr Rock bei Cahill's Crossing am East Alligator River gibt es Malereien von der Zeit vor 20.000 Jahren, auf den Figuren Speere werfen und Kopfbedeckungen tragen, bis zu den ersten Kontakten mit den europäischen Siedlungen.
Die Gagudju leben im Gebiet zwischen dem East Alligator River und dem South Alligator River. Sie teilen die Verantwortung für den Teil des Kakadu-Nationalparks auf ihrem Land mit den australischen Behörden. Gunbalany (früher: Oenpelli), eine Siedlung in der Gegend, wird von Aborigines verwaltet und ist ein wichtiges Zentrum für ihre Kunst und ihr Handwerk. Die Sprache der Gagadju wird heute nicht mehr flächendeckend gesprochen, auch wenn dies bis zum Anfang des 20. Jahrhunderts der Fall war.
Die Jawoyn leben im Gebiet um den South Alligator River und den südlichen Mary River, sowie im Gebiet um Katherine. 1993 handelten sie einen Vertrag über die Nutzung der Coronation Hill Uranium Mine aus. Diese Uranmine darf weiter ausgebeutet werden. Im Gegenzug werden Jawoyn beschäftigt und ausgebildet und werden auch als Geschäftspartner akzeptiert.
Die Gunwinggu leben im Gebiet zwischen dem Liverpool River und dem East Alligator River. Ihr traditioneller Glaube bleibt für sie wichtig; die Ngalyod, die Regenbogenschlange, spielt in ihrer Kunst und Tradition eine wichtige Rolle. Die Gunwinggu bekamen von der Nabarlek-Uran-Mine in den letzten Jahren Tantiemen. Sie leben in Gunbalany und Maningrida.

## Geschichte der europäischen Besiedlung

### Entdeckung
Der Entdecker Phillip Parker King war der erste englische Schiffsführer, der in den Golf von Carpentaria einfuhr. Zwischen 1818 und 1822 unternahm er etliche Forschungsreisen in der Gegend und benannte die Flüsse nach den Krokodilen, die er fälschlicherweise für Alligatoren hielt.

On our course up and down the river, we encountered several very large alligators and some were noticed sleeping on the mud. This was the first time we had seen these animals, excepting that at Goulburn Island, and, as they appeared to be very numerous and large, it was not thought safe to stop all night up the River. „Auf unserer Fahrt flussaufwärts und flussabwärts trafen wir auf einige sehr große Alligatoren und einige bemerkten wir schlafend im Schlamm. Dies war mit Ausnahme des Goulburn-Insel das erste Mal, dass wir diese Tiere gesehen hatten, und, da sie uns sehr zahlreich und sehr groß erschienen, hielten wir es für unsicher, die ganze Nacht oben am Fluss anzuhalten.“

Ludwig Leichhardt war der erste europäische Forscher, der die Gegend 1845 auf seinem Weg nach Port Essington besuchte. Leichhardt folgte einem Bachlauf von den Felsstufen des Arnhemlands hinunter und überquerte den East Alligator River und den South Alligator River. John McDouall Stuart besuchte die Gegend 1862.

### Niederlassungen
Die Europäer siedelten erst sehr spät und nur sporadisch in diesem Gebiet, da es sehr entlegen war und Krankheiten auch ein Problem waren. Die kommerzielle Ausbeutung von Fellen und Hörnern der Wasserbüffel begann in den 1880er-Jahren. Paddy Cahill, der in das Gebiet kam, um eine Rinderzuchtstation aufzubauen, war dort der erste Büffeljäger. Die wirtschaftliche Ausbeutung der Büffel dauerte etwa 70 Jahre, bis Ende der 1950er-Jahre synthetischer Ersatz entwickelt wurde. Die Krokodiljagd war auch verbreitet, bis 1964 die Jagd auf Süßwasserkrokodile verboten wurde. Das Jagdverbot für Leistenkrokodile folgte 1971.
Paddy Cahill baute 1906 eine Rinderzuchtstation bei Oenpelli auf und 1913 trug diese sich wirtschaftlich selbst. Und tatsächlich galt Cahills Erfolg in Oenpelli als Grund für weitere, es ihm gleichzutun. Weitere Stationen wurden errichtet, waren aber oft nicht gleichermaßen erfolgreich. Goodparla, eine Rinder- und Büffelstation, wurde mit gemischtem Erfolg betrieben, bis die australische Regierung das Land zur Errichtung des Kakadu-Nationalparks aufkaufte.
Missionare sorgten fast das gesamte 20. Jahrhundert hindurch für die schulische Bildung der Aborigines. Die Kapalga Native Industrial Mission wurde 1899 nahe dem South Alligator River gegründet, existierte aber nur vier Jahre lang. 1925 baute die Church Mission Society eine Missionsstation in Oenpelli, die 45 Jahre lang betrieben wurde. 1975 übernahm ein Stadtparlament der Aborigines die Verwaltung der Siedlung Oenpelli.
Die Goldgräberei begann in kleinem Rahmen in den 1920er-Jahren in Imarlkba am Barramundi Creek und in den 1930er-Jahren in Moline. Erst die Entdeckung von Uranerz im Mündungsgebiet des South Alligator River 1953 führte zum Aufbau einer Bergbauindustrie. 1957 gab es schon 13 Uranminen, bei denen 150 Arbeiter beschäftigt waren, darunter die am Coronation Hill. Nach der Entdeckung großer Uranerzlagerstätten in Jabiluka, Ranger und Koongarra setzte die Bundesregierung die Ranger Uranium Environmental Inquiry (auch Fox Inquiry genannt) ein, die sich um die Entwicklung der Mine in Ranger und an den anderen beiden Standorten kümmerte und Jabiru als Versorgungszentrum etablierte. Die Aborigines erhielten Tantiemen als Ausgleich für den Verlust ihres Landes.